# 梭织
梭织（英语：Weaving）指将纱线经纬交错织成布料的方法。

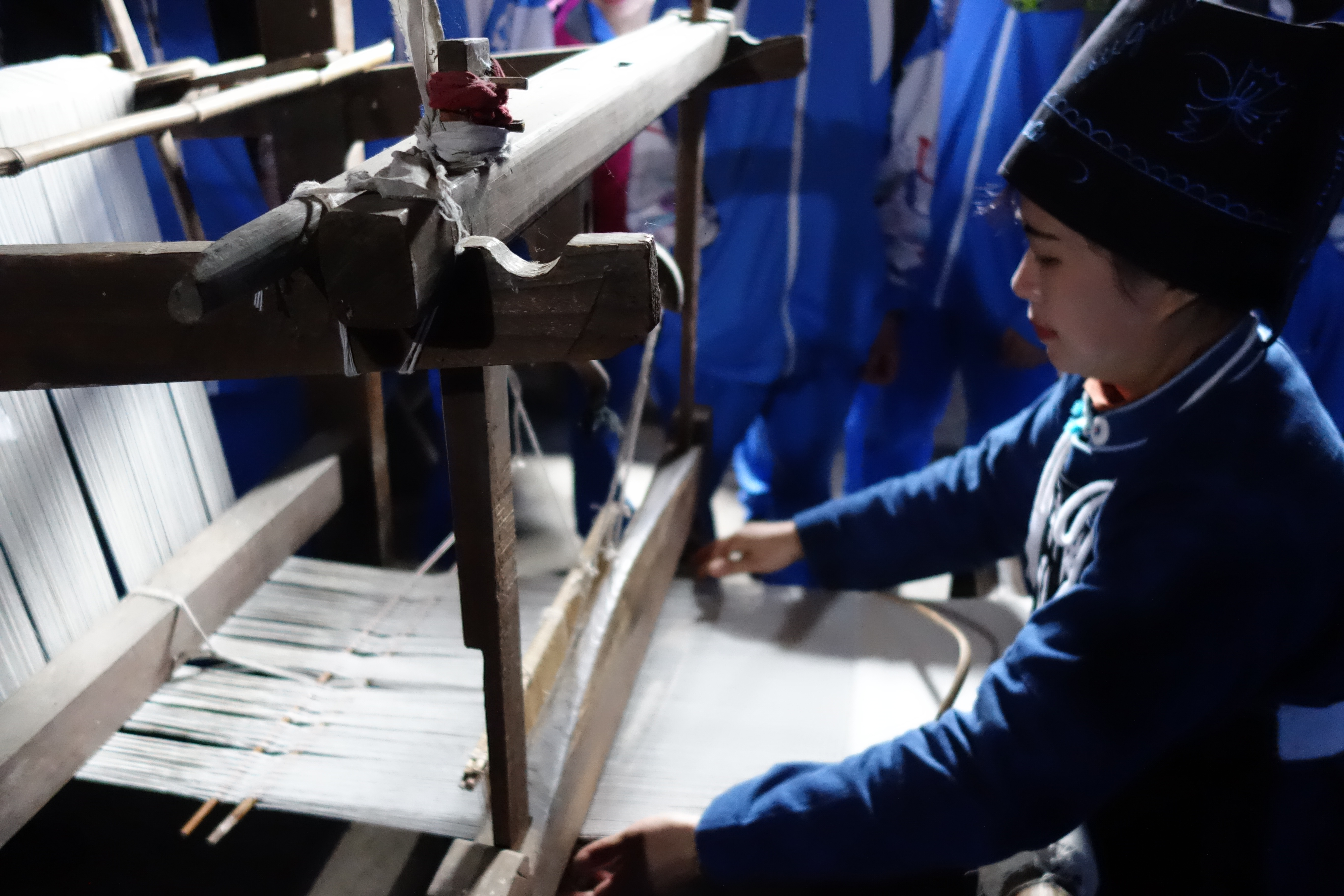
贵州平塘梭织演示

## 工序
经纱是由沿织物长度方向平行排列的多根纱组成的，通过经轴引出，通过经纱的交错开口运动，引入纬纱，交织成织物。经纱的数量（根数的多少）决定了织物的幅宽。纬纱是沿织物宽度方向排列的纱线，它交织于经纱之中，形成织物。
梭织一般要经过开口、投梭、打纬三道操作工序。
- 开口：将从经轴上引出的经纱，按要求穿入综框上的综丝。开口时，按要求将不同的综框进行升降运动，使经纱分成上、下两层，两层纱层之间的空间称为梭口，便于引纬。

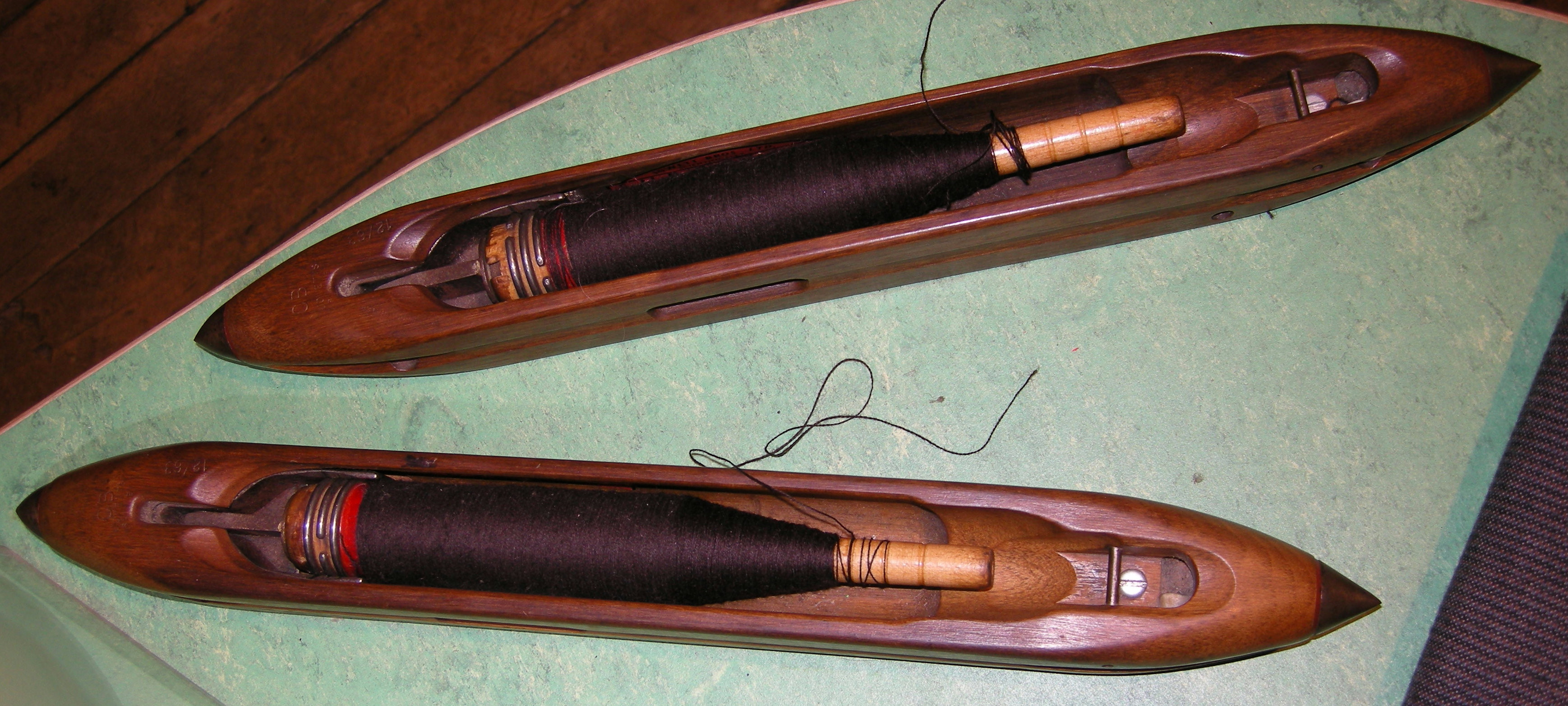
引纬器（梭子）

- 投梭/引纬（英語：Picking）：可以通过有梭引纬（使用梭子）和无梭引纬（利用气流、水流、片梭、剑杆等）将纬纱横穿于整幅布面，将纬纱引入梭口，使纬纱从布边的一侧，横向穿过以开口的经纱层到达布边的另一侧，完成引纬。
- 打纬：钢筘向前摆动，推动新穿入的纬纱至织口，使纬纱均匀排列.织造紧密的织物时，为使纬纱横向排列紧密,可以多次摆动钢筘（一般是两次或三次），反复将纬纱打密实，完成多次打纬运动。

此外，如果织造要连续进行，还有两个必不可少的辅助步骤，即：送经和卷取。
- 送经：经纱是整经后在经轴上整齐卷绕的纱线。随着织造的进行,经轴由机构传动退解（退绕）或由经纱张力拖动退解，从而送出经纱。随着织物向前牵引，送经运动送出所需长度的经纱，并且使经纱具有一定的张力,使交织得以进行。
- 卷取：卷取机构将织物牵引离开织口，在卷布辊上卷成圆柱状的布卷。每次交织牵引的长度,决定了织物的纬向密度。牵引速度快,纬纱排列稀疏，纬向密度小；反之,牵引速度慢，纬纱排列紧密，纬向密度大。